# حيد صالح (تريم)
'

تعديل مصدري - تعديل

حيد صالح هي إحدى قرى عزلة تريم بمديرية تريم التابعة لمحافظة حضرموت، بلغ تعداد سكانها 154 نسمة حسب تعداد اليمن لعام 2004.